# Philosophie sociale

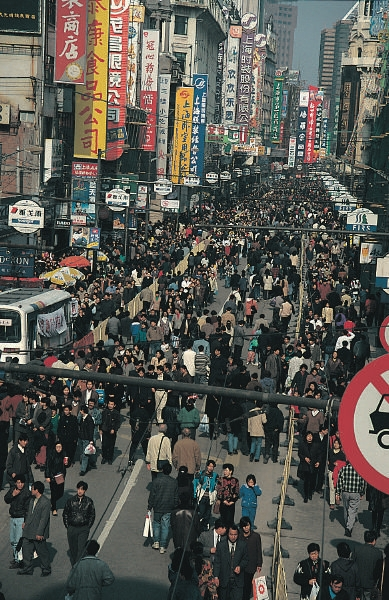
La société et les interactions sociales, base de la philosophie sociale.

La philosophie sociale est une approche philosophique dont le point de départ sont les « rapports sociaux » ou les « formes sociales de vie », et non des abstractions telles que l'individu, l'État ou l'Esprit. La philosophie sociale est caractérisée par une démarche qui insère la dimension politique dans la vie sociale et ne l'en abstrait pas ; elle est aussi une philosophie qui se sait être elle-même une pratique sociale, susceptible en tant que telle d'avoir des effets sur la vie sociale ; elle est enfin une démarche philosophique qui ne sépare pas la question de la vie bonne de celle de la justice et qui tente de les articuler l'une à l'autre. Elle entretient d'étroits rapports avec la sociologie et plus généralement les sciences sociales (droit, économie, politique).
Le philosophe social interroge ou développe des concepts qui proviennent des sciences humaines tout en leur conférant une dimension à la descriptive et critique. Ses objets de recherche peuvent ainsi être l'aliénation, la réification, la domination sociale, la vulnérabilité ou la perte d'autonomie...
D'après Franck Fischbach reprenant Axel Honneth , la philosophie sociale naît en France sous l'impulsion de Jean-Jacques Rousseau, Claude Henri de Rouvroy de Saint-Simon et Auguste Comte. Elle est reprise par les Jeunes hégéliens, disparaît en France et prolifère en Allemagne, se divisant en plusieurs écoles : la principale est la théorie critique de la société fondée et représentée par l'École de Francfort (Max Horkheimer, Theodor Adorno, Herbert Marcuse), mais d'autres courants de la philosophie sociale existent, représentés par le néokantisme en Allemagne (Rudolf Stammler, Karl Vorländer, Ludwig Stein, Paul Natorp) ou par le pragmatisme aux États-Unis (en particulier Charlotte Perkins Gilman et  John Dewey).
L'un des chercheurs actuels les plus éminents en philosophie sociale est Axel Honneth. La philosophie sociale est moins représentée en France et l'expression de philosophie sociale y est moins utilisée que dans d'autres traditions nationales, en raison des rapports conflictuels qui ont prévalu dans ce pays entre la philosophie et la sociologie. Mais un certain nombre de travaux d'auteurs de langue française relèvent de la philosophie sociale : c'est le cas de L'institution imaginaire de la société de Cornelius Castoriadis, de la Critique de la raison dialectique de Sartre, des Aventures de la dialectique de Maurice Merleau-Ponty ou encore de l'Histoire de la folie de Michel Foucault.
L'expression est également utilisée par Jürgen Habermas, par exemple dans son ouvrage La technique et la science comme « idéologie ».
La philosophie sociale ne doit pas être confondue avec la philosophie des sciences sociales, c'est-à-dire l'analyse conceptuelle des procédures et démarches par lesquelles ces sciences produisent des connaissances.